# The Transformers: Battle to Save the Earth
The Transformers: Battle to Save the Earth, scritto in vari modi tra cui The Transformers The Computer Game Vol. 1: The Battle to Save the Earth nella schermata dei titoli, è un videogioco d'azione pubblicato dalla Activision nel 1986, e basato sul franchise Transformers. Il videogioco è stato reso disponibile per Commodore 64 su Datassette e floppy disk. È stato il primo videogioco sui Transformers pubblicato dalla Activision, che nei due decenni successivi pubblicò numerosi videogiochi sul tema, e il secondo in assoluto dopo Transformers.